# Saint-Aubin-le-Cauf
Saint-Aubin-le-Cauf is een gemeente in het Franse departement Seine-Maritime (regio Normandië) en telt 747 inwoners (1999). De plaats maakt deel uit van het arrondissement Dieppe.

## Geografie
De oppervlakte van Saint-Aubin-le-Cauf bedraagt 10,1 km², de bevolkingsdichtheid is 74,0 inwoners per km².
De onderstaande kaart toont de ligging van Saint-Aubin-le-Cauf met de belangrijkste infrastructuur en aangrenzende gemeenten.

## Demografie
Onderstaande figuur toont het verloop van het inwonertal (bron: INSEE-tellingen).